# Isaak Markus Jost
Isaak Markus Jost (Bernburg, 1793. február 22. – Majna-Frankfurt, 1860. november 20.) német zsidó történetíró.

## Élete
Egyetemi tanulmányait Göttingenben és Berlinben végezte; az utóbbi helyen 1826-tól 1835-ig mint iskolavezető, utána élete fogytáig Majna-Frankfurtban, mint az ottani zsidó reáliskola főtanítója működött. Sokoldalú irodalmi tevékenységének kiválóbb termékei: Geschichte d. Israeliten (Berlin, 1820-28, 9 köt.); Allgemeine Geschichte d. Israel. Volkes (uo. 1831-32, 2 köt.); Neuere Geschichte d. Israel. (uo. 1846-47, 3 köt.). Geschichte d. Judenthums und seiner Secten (Lipcse, 1857-58, 3 köt.). Kiadta továbbá a misnát német fordítással és héber kommentárral (Berlin, 1852-54, 6 köt.), az Israel. Annalen (Frankfurt, 1839-41) és a Zion című zsidó folyóiratot (uo. 1842-43), Nagy Frigyes összes munkáit (1835-1837) és írt egy angol nyelvtant (Lehrbuch d. engl. Sprache, 3. kiadás 1843). Azonkívül mint az Institut f. Förderung d. jüd. Litteratur egyik igazgatója, annak kiadványaiban, kivált az általa megalapított évkönyvben, több érdekes dolgozatot tett közzé.